# Mondial Australian Women's Hardcourts 2004
Il Mondial Australian Women's Hardcourts 2004 è stato un torneo di tennis giocato sul cemento. È stata l'8ª edizione del Mondial Australian Women's Hardcourts, che fa parte della categoria Tier III nell'ambito del WTA Tour 2004. Si è giocato sulla Gold Coast dell'Australia, dal 5 all'11 gennaio 2004.

## Campionesse

### Singolare
Ai Sugiyama ha battuto in finale  Nadia Petrova con il punteggio di 1–6, 6–1, 6–4

### Doppio
Svetlana Kuznecova /  Elena Lichovceva hanno battuto in finale  Liezel Huber /  Katerina Maleeva con il punteggio di 6–3, 6–4